# Lòngula
Lòngula (llatí: Longula grec antic: Λόγγολα) va ser una antiga ciutat del Latium que sembla que va ser incorporada als territoris dels volscs.
Inicialment devia ser una ciutat llatina ocupada pels volscs però el cònsol romà Postumus Cominius la va ocupar l'any 493 aC. Coriolà la va recuperar temporalment el 488 aC. En tots dos casos l'ocupació de la ciutat va ser fàcil pels exèrcits invasors, cosa que fa pensar que no devia tenir gran importància. Depenia probablement d'Antium, segons es desprèn del que diu Titus Livi. Els romans dirigits pel cònsol Luci Emili Mamerc hi van acampar durant la guerra contra els volscs l'any 482 aC. Apareix esmentada a les Guerres samnites l'any 309 aC. Plini el Vell l'assenyala com una ciutat en plena decadència i gairebé deserta. Com que el seu nom el dona Plini entre les ciutats que oferien sacrificis al Mont Albà, se suposa que inicialment era una ciutat llatina que va passar als volscs abans de què el seu nom aparegués a la història. És probablement el modern llogaret de Buon Riposo, on hi va haver un castell a l'edat mitjana. No en queden ruïnes.